# Lac Fronsac
Pour les articles homonymes, voir Fronsac.
Le lac Fronsac est un plan d'eau douce situé dans le territoire non organisé de Lac-Pikauba, dans la municipalité régionale de comté de Charlevoix, dans la région administrative de la Capitale-Nationale, dans la province de Québec, au Canada. Ce plan d'eau est situé dans la réserve faunique des Laurentides.
Le lac Fronsac constitue l'un des plans d'eau de tête de la rivière Malbaie. Ce lac de montagne est entièrement situé en zone où la foresterie a toujours été l'activité économique prédominante. Au milieu du XIXe siècle, les activités récréotouristiques ont pris de l'essor. À cause de l'altitude, ce lac est normalement gelé de la fin octobre à fin avril; néanmoins, la période sécuritaire de circulation sur la glace est habituellement de début décembre à avril.
Des routes forestières secondaires desservent la partie sud du bassin versant du lac Fronsac. Une autre route carrossable dessert la partie nord. La partie nord-est ne comporte pas de route.

## Géographie
Situé en zone forestière dans le territoire non organisé de Lac-Pikauba dans la réserve faunique des Laurentides, le lac Fronsac (longueur: 2,2 km; altitude: 821 m) est situé sur le versant ouest de la vallée de la rivière Malbaie. L'embouchure du lac Fronsac est située du côté Est du lac et s'avère ouverte sur le Lac à Jack. Cette embouchure est située à :
- 3,1 km à l'ouest de l'embouchure du lac à Jack ;
- 3,67 km au nord-ouest de l'embouchure de la décharge du Lac à Jack (confluence avec la rivière Malbaie) ;
- 4,3 km au nord-ouest d'une baie du lac Malbaie ;
- 43,9 km à l'ouest du centre-ville de Baie-Saint-Paul ;
- 65,9 km au sudd-ouest du centre-ville de La Malbaie[1].

À partir de l'embouchure du lac Fronsac, le courant traverse sur 3,1 km vers l'est le lac à Jack; puis descend sur 2,1 km vers le sud la décharge du lac à Jack; de là, le courant suit le cours de la rivière Malbaie sur 148,9 km avec une dénivellation de 818 m laquelle se déverse à La Malbaie dans le fleuve Saint-Laurent.

## Toponymie
Le terme "Fronsac" s'avère une commune du sud-Ouest de la France, située dans le département de Gironde. Le nom a paru sur le brouillon de la carte du Lac Jacques-Cartier, 1959-11-04, item 81. Lac à Loutre est une variante du nom officiel.
Le toponyme "Lac Fronsac" a été officialisé le 5 décembre 1968 à la Banque des noms de lieux de la Commission de toponymie du Québec.